# 吴玫瑰
吴玫瑰（西班牙語：Rosa Ng Báez，1950年—），祖籍广东恩平，华裔多米尼加女外交官，曾任多米尼加驻中国贸易发展办事处代表和多米尼加驻华大使馆临时代办。

## 生平
吴玫瑰的父亲生于广东恩平乌石村，1920年代，其祖父与父亲移民多米尼加。1950年，吴玫瑰生于多米尼加共和国。2000年，吴玫瑰在多米尼加总统的支持下，发起成立“花儿赠予所有的人基金会”，并担任基金会主席。该基金会致力于在圣多明戈建设唐人街（2008年建成）、成立文化中心并开办孔子学院、建立中医药服务机构。
吴玫瑰先后担任多米尼加共和国矿业部副部长、技术部副部长、总统顾问。2011年5月19日起任多米尼加驻中国贸易发展办事处首任代表。中多建交后，担任多米尼加驻华使馆临时代办。

## 家庭
吴玫瑰有两个儿子。